# Hierarquia dos resíduos

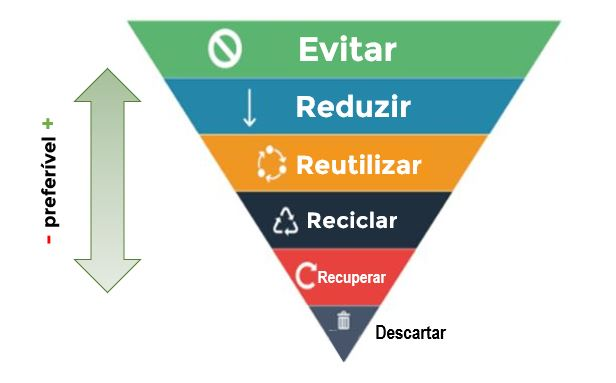
A hierarquia de gestão de resíduos começa com ações de prevenção e redução.

A hierarquia de gestão de resíduos é um conceito usado na gestão de resíduos sólidos, que consiste na identificação das estratégias básicas e de suas  respectivas importâncias para o sequenciamento de resíduos. 
A hierarquia de gestão de resíduos indica uma ordem de preferência de ações para reduzir e gerenciar os resíduos. Geralmente é representado esquematicamente como uma pirâmide invertida, na qual as etapas superiores são as de maior prioridade. A hierarquia reflete as sucessivas etapas de gerenciamento pelos quais um produto deve passar antes de atingir o final de seu ciclo de vida (sua transformação em resíduo). 
O objetivo da hierarquia de resíduos é extrair o máximo benefício prático dos produtos e gerar a mínima quantidade de resíduos. A aplicação correta da hierarquia de resíduos pode ter várias vantagens: pode ajudar a evitar emissões de gases de efeito estufa, reduzir poluentes, economizar energia, conservar recursos, criar empregos e estimular o desenvolvimento de tecnologias verdes.
A aplicação do conceito leva não só a uma gestão mais eficiente dos resíduos, como cria novas oportunidades de negócios  que envolvam a optimização do processo de tratamento de resíduos, fomentando assim um movimento geral na hierarquia, e evitando com isso a deposição em aterros sanitários.

## Diretiva-Quadro de Resíduos da União Europeia
Em 1975, a Directiva-Quadro Resíduos da União Europeia (1975/442/CEE) introduziu pela primeira vez o conceito de hierarquia de resíduos na política de resíduos europeia, enfatizando a importância da minimização de resíduos e a proteção do meio ambiente e da saúde humana. De acordo com a Diretiva de 1975, a política e a legislação da União Europeia foram adaptadas aos princípios da hierarquia de resíduos.